# Copa FGF de 2025
A Copa FGF de 2025 ou Professor Ruy Carlos Ostermann é a vigésima edição do torneio realizado pela Federação Gaúcha de Futebol. O nome da competição homenageia o ex-jornalista e professor Ruy Carlos Ostermann, falecido em junho de 2025. O campeão dessa competição assegurará uma vaga para a Série D de 2026, além de disputar a Recopa Gaúcha de 2026 com o Internacional, campeão do Campeonato Gaúcho de Futebol de 2025 - Série A. 

## Regulamento
- Primeira Fase: Os nove clubes jogarão entre si em turno único, com os seis melhores garantindo classificação. Os dois primeiros colocados avançam direto para as semifinais. Os quatro times restantes disputam uma segunda fase. [3]
- Segunda fase: O clube de terceira melhor campanha enfrenta o sexto colocado, enquanto o time que ficar em quarto lugar encara o quinto. Os confrontos serão em jogos de ida e volta e os dois classificados seguem para as semifinais.
- Semifinal: As duas equipes vencedoras dos confrontos da segunda fase enfrentam-se em jogos de ida e volta, com o mando de campo da segunda partida para a equipe de melhor campanha geral, respeitados os critérios de desempate em caso de igualdade de pontos.
- Final: As duas equipes vencedoras dos confrontos da semifinal enfrentam-se em jogos de ida e volta, com o mando de campo da segunda partida para a equipe de melhor campanha geral, respeitados os critérios de desempate em caso de igualdade de pontos.

## Primeira fase
| Pos | Equipe            | Pts | J | V | E | D | GP | GC | SG | Classificação ou descenso |  | AIM | BRA | ESP | GAU | INT | JUV | PEL | SGA | SJO |
| --- | ----------------- | --- | - | - | - | - | -- | -- | -- | ------------------------- |  | --- | --- | --- | --- | --- | --- | --- | --- | --- |
| 1   | Aimoré            | 0   | 0 | 0 | 0 | 0 | 0  | 0  | 0  | Semifinal                 |  | —   |     |     |     |     |     |     |     |     |
| 2   | Brasil de Pelotas | 0   | 0 | 0 | 0 | 0 | 0  | 0  | 0  | Semifinal                 |  |     | —   |     |     |     |     |     |     |     |
| 3   | Esportivo         | 0   | 0 | 0 | 0 | 0 | 0  | 0  | 0  | Segunda fase              |  |     |     | —   |     |     |     |     |     |     |
| 4   | Gaúcho            | 0   | 0 | 0 | 0 | 0 | 0  | 0  | 0  | Segunda fase              |  |     |     |     | —   |     |     |     |     |     |
| 5   | Internacional     | 0   | 0 | 0 | 0 | 0 | 0  | 0  | 0  | Segunda fase              |  |     |     |     |     | —   |     |     |     |     |
| 6   | Juventude         | 0   | 0 | 0 | 0 | 0 | 0  | 0  | 0  | Segunda fase              |  |     |     |     |     |     | —   |     |     |     |
| 7   | Pelotas           | 0   | 0 | 0 | 0 | 0 | 0  | 0  | 0  |                           |  |     |     |     |     |     |     | —   |     |     |
| 8   | São Gabriel       | 0   | 0 | 0 | 0 | 0 | 0  | 0  | 0  |                           |  |     |     |     |     |     |     | —   |     |     |
| 9   | São José-RS       | 0   | 0 | 0 | 0 | 0 | 0  | 0  | 0  |                           |  |     |     |     |     |     |     |     | —   |     |